# François Deblock
Pour les articles homonymes, voir Deblock.
François Deblock, parfois crédité sous le surnom de Frey Deblock, est un acteur français, né le 7 mai 1988 .

## Biographie
Principalement actif au théâtre pour la compagnie Air de Lune durant son adolescence, François Deblock suit des cours de théâtre et de comédie musicale dirigée par Jean et Thomas Bellorini de 1999 à 2006. Il est scolarisé au Lycée Saint-Michel de Picpus dans le XIIe arrondissement de Paris en terminale littéraire. Puis de 2006 à 2009, il se forme à l'École Claude Mathieu, puis il intègre le Conservatoire national supérieur d'art dramatique en 2010 : il y reste deux ans avant de le quitter pour retourner jouer.
Parallèlement à ses activités théâtrales, il participe à des tournages et est remarqué dans des films, séries télévisées, courts-métrages ou encore web-séries. Il est également actif dans le doublage où il est la voix française du personnage emblématique d'Eggsy dans les Kingsman interprété par Taron Egerton.
Après un Prix Beaumarchais en 2014, il a obtenu le Molière de la révélation théâtrale masculine en 2015.

## Théâtre
- 2008 : Angels in America
- 2008 : Presse Pipole d'Olivier Lejeune
- 2009 : Harold et Maud
- 2009 : Un point c'est tout !
- 2010 : La Noce
- 2010 : Alice au pays des merveilles
- 2011 : À Tous Ceux Qui
- 2011-2012 : Paroles Gelées
- 2013-2014 : La Bonne Âme Du Se-Tchouan
- 2014 : Sallinger
- 2014-2015 : Chère Elena
- 2016-2017 : Les Frères Karamazov
- 2019 : Ruy Blas de Victor Hugo, mise en scène Yves Beaunesne
- 2020 : Le Jeu des Ombres de Valère Novarina, mise en scène Jean Bellorini
- 2022 : Le Suicidé de Nikolaï Erdman, mise en scène Jean Bellorini
- 2023 : L'échange de Paul Claudel, mise en scène de Didier Long
- 2024 : Histoire d'un Cid, mise en scène de Jean Bellorini

## Filmographie

### Cinéma

#### Longs métrages
- 2013 : Les Petits Princes de Vianney Lebasque : Piwi
- 2013 : Fonzy de Isabelle Doval : Nathan
- 2016 : Dieumerci ! de Lucien Jean-Baptiste : FX
- 2016 : Marie et les Naufragés de Sébastien Betbeder : le jeune homme au casque
- 2016 : Tout Schuss de François Prévôt-Leygonie et Stéphan Archinard : Steeve
- 2017 : C'est beau la vie quand on y pense de Gérard Jugnot : Hugo Desloyers
- 2018 : La Belle et la Belle de Sophie Fillières : le jeune homme au lit
- 2018 : Les Affamés de Léa Frédeval : Lucas
- 2018 : Le Cahier noir de Valeria Sarmiento : le Prince de Parma
- 2018 : Le Gendre de ma vie de François Desagnat : Dr Bertrand Lapin

#### Courts métrages
- 2008 : Eres Muy Guapa
- 2010 : Faute De temps : le fils
- 2012 : Anima : Paul
- 2013 : Les Voix Volées : le frère
- 2015 : Une Après Midi
- 2016 : L'avenir est à nous
- 2016 : Un : Marco
- 2019 : Bite con merde
- 2019 : Sucre Cristal : Anton

### Télévision

#### Séries télévisées
- 2016 : Au-delà des murs : Julien
- 2018 : Seltsam : le soldat Webber (saison 2, épisode 7 : Le bataillon perdu)

#### Téléfilms
- 2011 : Je vous ai compris : Jacquot
- 2011 : Graham Hurley
- 2013 : Le Family Show : Mika Rioux
- 2014 : Pilules Bleues : Oscar à 16 ans

#### Web série
- 2013 : En passant pécho : Sami

#### Publicités
- 2010 : M6 Mobile
- 2010 : McDonald's

## Doublage

### Cinéma

#### Films
- Taron Egerton[2] dans : 
  - Kingsman : Services Secrets (2015) : Gary « Eggsy » Unwin
  - Eddie the Eagle (2016) : Michael « Eddie the Eagle » Edwards
  - Kingsman : Le Cercle d'or (2017) : Gary « Eggsy » Unwin alias « Galahad »
  - Robin des Bois (2018) : Robin des Bois
  - Tetris (2023) : Henk Rogers
  - Carry-On (2024) : Ethan Kopek

- 2009 : Chloé : Michael Stewart (Max Thieriot)
- 2013 : The Place Beyond the Pines : Jason (Dane DeHaan)[3]
- 2014 : Palo Alto : Fred (Nat Wolff)[4]
- 2018 : Contrôle parental : Connor (Miles Robbins)[5]
- 2021 : Varsovie 83, une affaire d'État : Jurek Popiel (Tomasz Ziętek)

#### Séries télévisées
- Josh Finan (en) dans :
  - The Gentlemen (2024) : Jethro
  - Black Mirror (2025) : Lump (saison 7, épisode 4)

- 2020-2022 : Control Z : Ernesto (Xabiani Ponce De León) (24 épisodes)
- 2022 : Black Bird : Jimmy Keene Jr. (Taron Egerton) (mini-série)
- 2022 : Le Seigneur des anneaux : Les Anneaux de pouvoir : Rowan (Ian Blackburn) (3 épisodes)

## Distinctions
- 2014 : Prix Beaumarchais pour son rôle de porteur d’eau dans La bonne âme du Se-Tchouan de Bertolt Brecht mis en scène par Jean Bellorini.
- 2015 : Molière de la révélation théâtrale masculine dans Chère Elena mis en scène par Didier Long